# Појенари (Сучава)
Појенари (рум. Poienari) насеље је у Румунији у округу Сучава у општини Долхаска. Oпштина се налази на надморској висини од 408 m.

## Становништво
Према подацима из 2002. године у насељу је живело 305 становника, од којих су сви румунске националности.